# Saison 3 de Secrets d'histoire
La troisième saison de Secrets d'histoire est une production audiovisuelle composée de trois épisodes d'émission de télévision historique présentés par Stéphane Bern.
Elle est diffusée du 13 au 27 août 2009 sur France 2.

## Principe de l’émission
Chaque numéro retrace la vie d'un grand personnage de l'Histoire et met en lumière des lieux hautement emblématiques du patrimoine.
Les émissions sont construites comme de véritables documentaires. Stéphane Bern présente l'émission et raconte, avec Isabelle Benhadj en voix off, la vie de personnages historiques traités. Des visites des lieux où ils ont vécu s'entremêlent également avec des interviews d'historiens et d'extraits de films illustrant les événements historiques.

## Liste des épisodes inédits

### Henri VIII: un amour de tyran

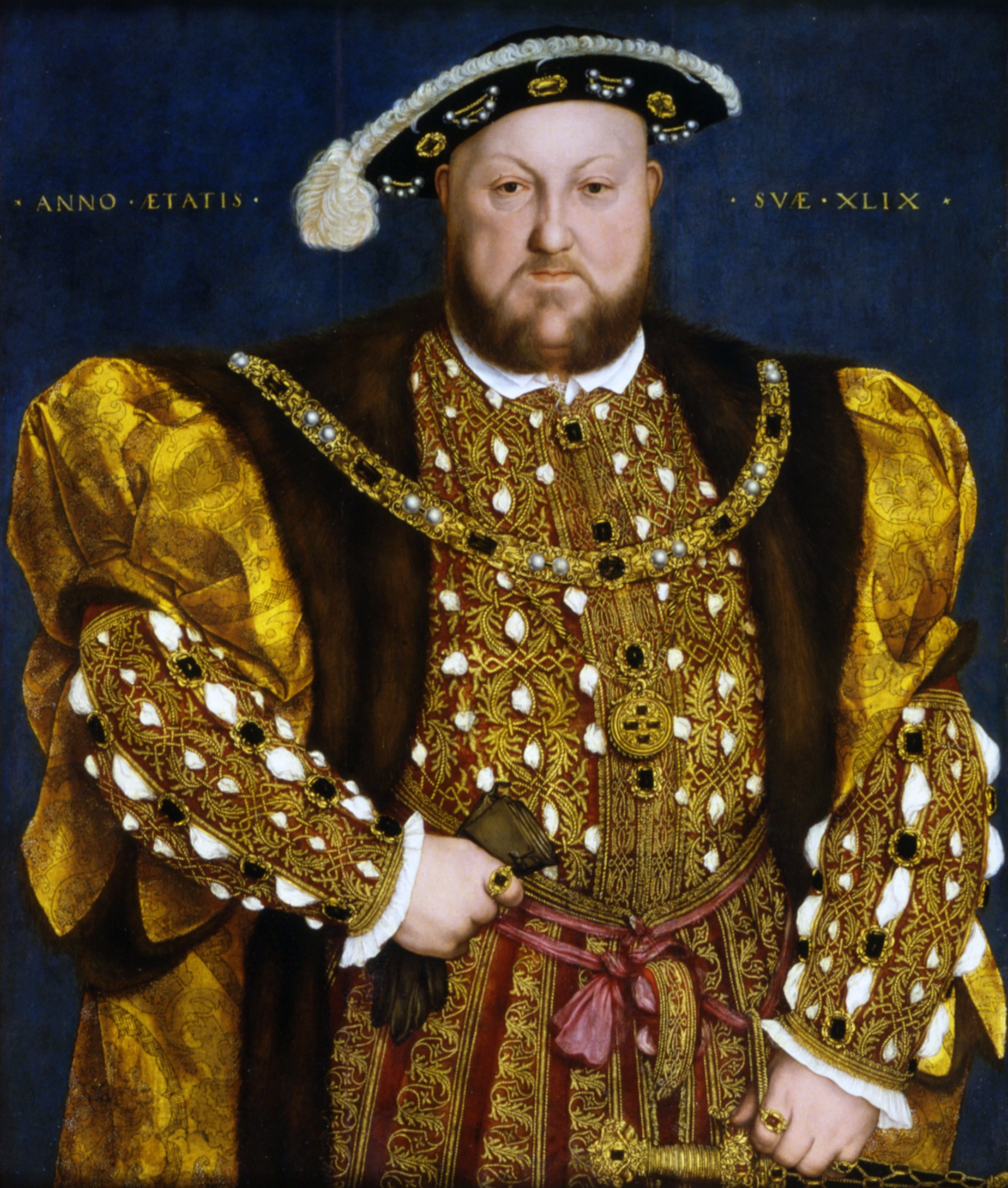
Portrait du roi Henri VIII par Hans Holbein le Jeune, 1540.

#### Description
Ce numéro redresse la vie du roi d’Angleterre Henri VIII, qui est resté célèbre pour avoir eu six femmes et surtout pour sa décision de se proclamer chef de l'église d'Angleterre.
Le documentaire retrace la jeunesse du roi, sa passion pour les sports, la rencontre Camp du Drap d'Or avec le roi de France François Ier ou encore ses amours avec Anne Boleyn qui entraineront la scission de l'Angleterre avec l'église catholique.
L’émission décrypte notamment sur les conséquences de la rupture de l'Angleterre avec l'église catholique : la confiscation des biens de l'église ainsi que la répression des catholiques refusant de prêter allégeance au roi.
Le reportage brosse le portrait d'un roi séducteur mais également cruel et autoritaire, dont la légende reste toujours vivace dans l'Angleterre d'aujourd'hui.

#### Première diffusion
- France : 13 août 2009

#### Accueil critique
Le magazine Télé-Loisirs note : « Ce reportage instructif et plein d'humour, mais parfois peut-être un peu trop bavard, a le mérite de mêler petite et grande histoire ».

#### Lieux de tournage
Parmi les lieux visités par l'émission, on retrouve notamment :
- Le Château de Hampton Court et la demeure de Crosby Hall à Londres
- La British Library
- La Tour de Londres
- Le Château d'Hever dans le Kent
- Le château de Bolebroke au sud-est de l'Angleterre[2],[4]

#### Liste des principaux intervenants
- Andrea Clarke - conservatrice
- Geoffrey Abbott - historien
- Tony Robinson - historien
- Alison Sim - historienne
- Lucy Wresley - historien
- Cédric Michon - historien
- Michel Duchein - historien
- Georges Minois - historien
- Pascal Brioist - historien
- Henri Suhamy - universitaire
- Serge Vaucelle - historien
- Glenn Richardson - historien
- Robert Jean Knecht - historien
- Dominique Muller - journaliste et romancière
- Kate Williams - historienne
- Eric Ives - historien
- Catherine Hermary-Vieille - romancière
- Maria Hayward - historienne de la mode[2],[5]

### Henri IV: le roi de cœur

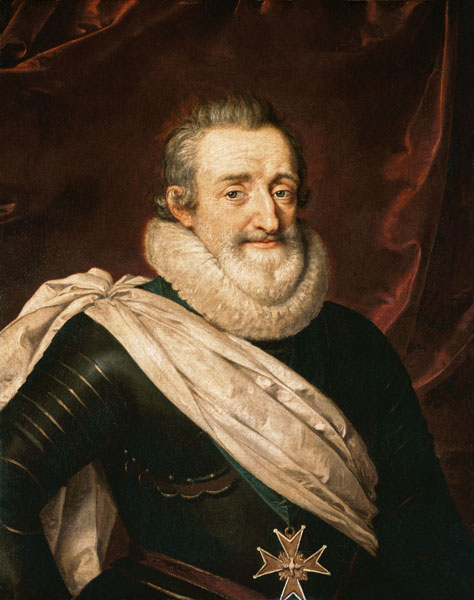
Portrait d'Henri IV par Frans Pourbus le Jeune.

#### Description
Ce numéro redresse le destin du roi de France Henri IV, l'un des monarques ayant le plus marqué l'histoire de France, qui mit fin à plus de trois décennies de guerres de religion.
L’émission retrace sa jeunesse, son mariage avec Marie de Médicis, son combat contre la Ligue catholique qui culmine avec le siège de Paris, la signature de l’Édit de Nantes, ainsi que son assassinat par Ravaillac en 1610,.
Au-delà de l’image du roi rassembleur et proche de ses sujets qu’il a laissé dans l’Histoire, l’émission brosse le portrait d’un monarque absolu, fin politique, ayant un goût immodéré du pouvoir, mais également homme à femmes, comme en témoignent ses 76 maîtresses officielles, dont ses deux favorites, Gabrielle d'Estrées et Henriette d'Entragues,.

#### Diffusions
- France : 20 août 2009
- France : 14 août 2012[9]

#### Accueil critique
L'Obs note : « Le montage est vif, la musique, tonitruante, le manège des images, un peu clinquant. Cela crée parfois une atmosphère de conte de fées, avec quelques-unes de ces atrocités dont les gamins raffolent. […] En termes de divertissement estival, la redécouverte de ces monarques à demi-légendaires est une idée qui se défend ».
De son côté, le journal Le Monde note : « Avec l'enthousiasme (parfois exagéré) qu'on lui connaît, le présentateur nous fait visiter les lieux où vécut Henri IV : le château de Cazeneuve, de Pau ou de Sully, poussant des portes souvent fermées au public ».
Enfin, le magazine Télé-Loisirs note : « Stéphane Bern propose un captivant voyage dans le temps, où foisonnent anecdotes et révélations historiques ».

#### Lieux de tournage
Parmi les lieux visités par l'émission, on retrouve notamment :
- Le Château de Pau, château de la mère d'Henri IV
- Le Château de Sully-sur-Loire
- Le Château de Cazeneuve en Gironde[11],[12]

#### Liste des principaux intervenants
- François Bayrou – homme politique et biographe[11],[13]
- Denis Crouzet - historien, professeur d'histoire à Paris IV Sorbonne
- Jean-François Solnon – historien, professeur à l'Université de Besançon
- Jean-Pierre Babelon – historien et archiviste
- Fabrice d'Almeida – historien et professeur à Paris II Panthéon-Assas
- Hugues Daussy - historien et maître de conférences à l'Université du Maine
- Hortense Dufour - écrivaine et biographe
- Jean-Paul Desprat - écrivain et biographe
- Michel de Decker - écrivain d'histoire
- Jean-Marie Constant - professeur à l'Université du Mans
- Jean-François Dubost - professeur d'Histoire à Paris-Est
- Simone Bertière - historienne, écrivaine
- Dominique Jardillier - administratrice adjointe au Service de l'Architecture du Sénat
- Pierre-Gilles Girault - conservateur du château de Blois
- Fanny Cosandey - maîtresse de conférences à l'EHESS
- Isabelle D'Astruc – conservatrice au Musée de la Préfecture de Police de Paris
- Philippe Charlier - Médecin légiste et Paléopathologiste
- Nicolas Le Roux - Professeur d'Histoire à Paris IV Sorbonne
- Philippe Delorme – historien
- Clémentine Portier Kaltenbach - journaliste et historienne
- Henri Fermin - historien

### Catherine II: nuits blanches à Saint-Pétersbourg

Catherine II la Grande dans les années 1780.

#### Description
Ce numéro retrace le destin de Catherine II, impératrice Russie de 1762 à 1796.
L’émission retrace les grandes étapes de sa vie : son éducation dans un milieu extrêmement cultivé, son mariage avec Pierre III à l’âge de 15 ans, le coup d’état du 28 juin 1762 qui lui permit de s’emparer du pouvoir ainsi que sa conversion à la religion orthodoxe.
Le documentaire revient également son héritage culturel, notamment la création de l'Académie des Beaux-Arts, mais aussi sur sa réputation sulfureuse d’impératrice aux multiples amants, ainsi que sur ses relations difficiles avec son fils, Paul Petrovitch,.
L’émission brosse le portrait d’une despote éclairée, habile politicienne et férue de langue française, comme en témoigne sa correspondance avec les philosophes Voltaire et Diderot.
Interviewé à l'occasion de la diffusion de l'émission, Stéphane Bern explique : « On s'est penché sur cette impératrice car sa vie romanesque n'est qu'intrigues de pouvoir, amour, sexe et larmes. Et car en vraie francophile, elle a tissé des liens très forts avec notre pays ».

#### Première diffusion
- France : 27 août 2009

#### Accueil critique
Le magazine Télé-Loisirs note : « Quelques disgressions dans la Russie actuelle peuvent affecter le sujet. Mais, le regard porté sur la vie romanesque et flamboyante de la tsarine demeure passionnant ».
De son côté, Le Figaro note : « Lampe de poche en main, le présentateur (Stéphane Bern) nous ouvre les portes des plus beaux palais de Russie : Peterhof et Tsarskoïe Selo. […] Sexologue, historiens, styliste et milliardaire russe : Tous dressent un portrait fouillé et passionnant de la Grande Catherine ».

#### Lieux de tournage
Parmi les lieux visités par l'émission, on retrouve notamment :
- Les deux principaux palais de l'Impératrice : le Palais de Peterhof et le Palais de Tsarskoïe Selo
- Le Palais de Pavlovsk
- La bibliothèque de Voltaire située dans l'actuelle Bibliothèque nationale de Russie à Saint-Pétersbourg.
- Le Musée de l'Ermitage
- L'école impériale de danse, rebaptisée Académie de ballet Vaganova[15],[19]

#### Liste des principaux intervenants
- Emmanuel Ducamp - historien d'art
- Mikhail Safonov - historien
- Tatiana Verbitskaya - conservatrice du Palais de Peterhof
- Vladimir Fédorovski - biographe
- Ludmila Koval - directrice adjointe du Palais Pavlovsk
- Brigitte De Montclos - écrivaine
- Iraida Bott - conservatrice en chef du Palais de Tsarskoïe Selo
- Ekaterina Shvigleva - conservatrice
- Irina Stepanenko - conservatrices
- Cyrille Boulay - écrivain et expert en art russe
- Nikolai Kopanev - conservateur bibliothèque de Voltaire
- Alexis De Tiesenhausen - spécialiste de l'art russe[15],[20]

## Diffusion
En 2009, les émissions durent une heure et demie et sont diffusées en première partie de soirée sur France 2.

## Audiences
En termes d'audiences, le numéro consacré à Henri IV permet à l'émission d'enregistrer son meilleur score de la saison (3 336 000 de téléspectateurs et 18,2% de parts de marché).
| Rang | Première diffusion | Titre                                             | Description                                                             | Nombre de téléspectateurs | Part d'audience |
| ---- | ------------------ | ------------------------------------------------- | ----------------------------------------------------------------------- | ------------------------- | --------------- |
| 1    | 13 août 2009       | Henri VIII : un amour de tyran                    | Portrait d'Henri VIII d'Angleterre, un roi de toutes les extravagances. | 2 481 000                 | 14.3%           |
| 2    | 20 août 2009       | Henri IV : le roi de cœur                         | Portrait d'Henri IV, séducteur romantique.                              | 3 336 000                 | 18.2%           |
| 3    | 27 août 2009       | Catherine II : nuits blanches à Saint-Pétersbourg | Portrait de Catherine II de Russie, tsarine de Russie.                  | 3 034 000                 | 15.5%           |

Légende :
- Meilleurs scores de la saison.
- Moins bons scores de la saison.